# Gian Giorgio Trissino

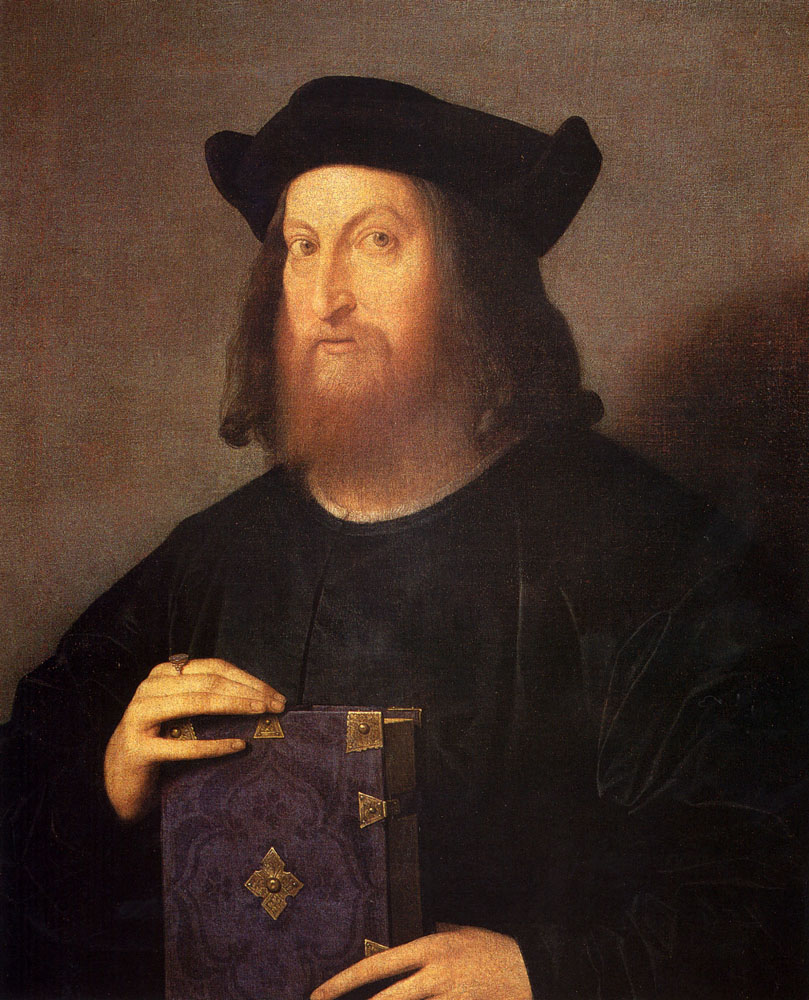
Retrato de Gian Giorgio Trissino por Vincenzo Catena (1510)

Gian Giorgio Trissino dal Vello d'Oro (Vicenza, 8 de julio de 1478 - Roma, 8 de diciembre de 1550) fue un poeta, humanista, dramaturgo, filólogo y diplomático del Renacimiento italiano. Propugnó tanto en su famosa Poética (1529) como en su práctica literaria (su tragedia Sofonisba (1524) sigue las tres unidades aristotélicas) la vuelta a los modelos formales  clásicos grecolatinos en temas, estilo, lenguaje y géneros literarios, lo que le llevó a estar interesado en las obras Griegas y Romanas.

## Biografía

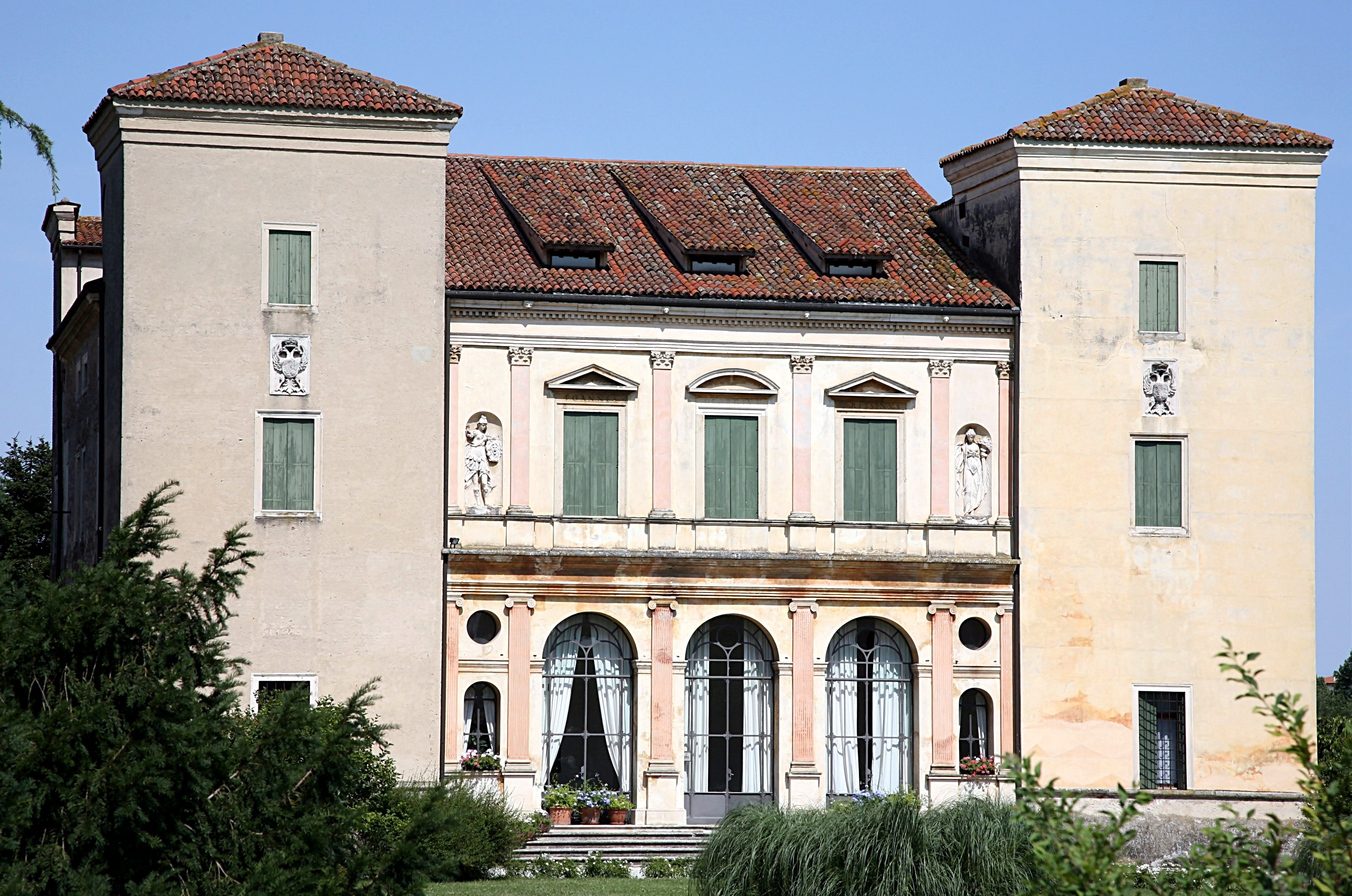
Villa Trissino (Cricoli) en Vicenza

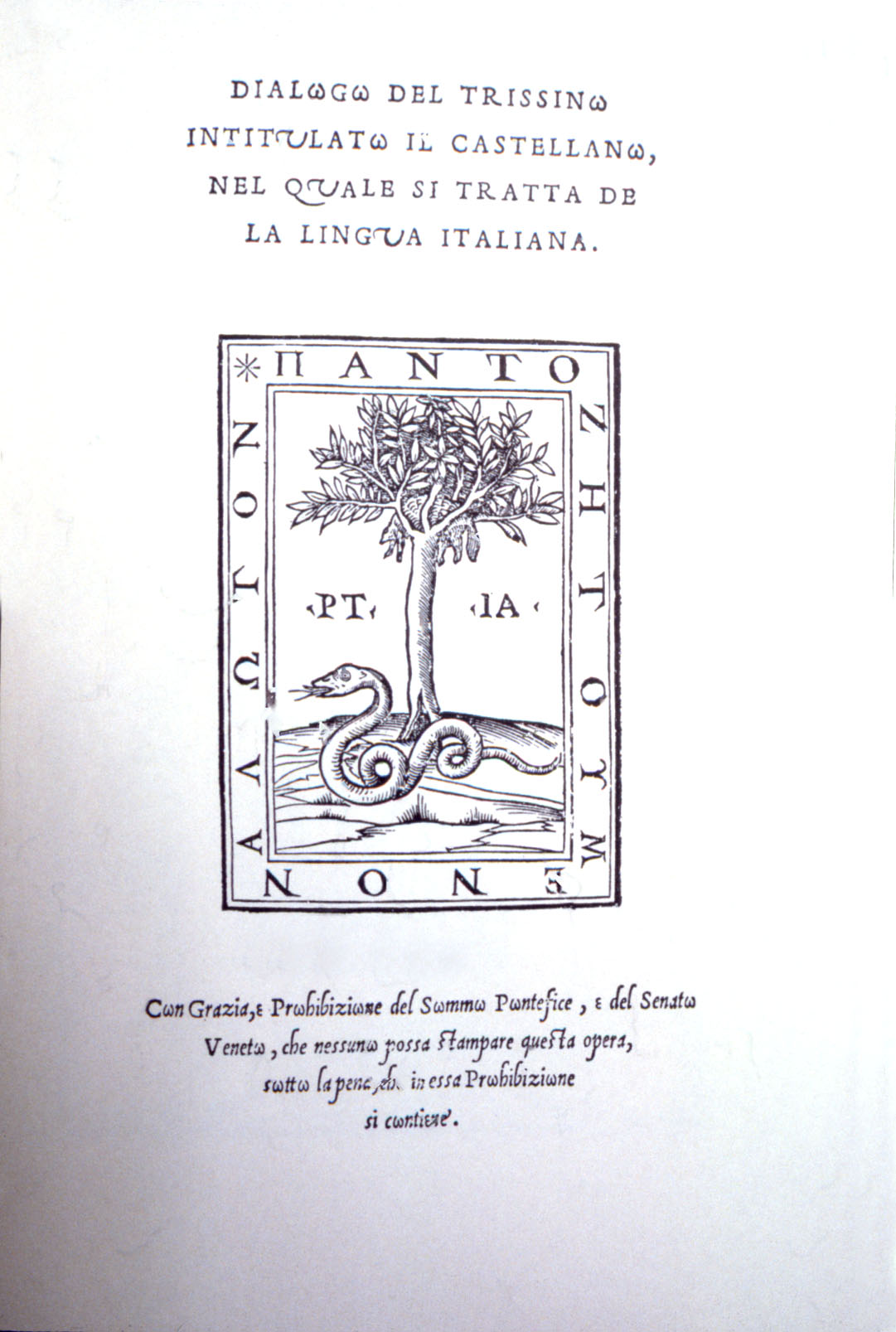
Portada del diálogo Il Castellano de Giangiorgio Trissino (1529), impreso con letras añadidas al alfabeto italiano y tomadas del griego

Nació en Vicenza, en una familia antigua, noble y muy poderosa e influyente y desde su juventud se vio implicado en cuestiones políticas y realizó trabajos diplomáticos al servicio del papa León X en Venecia, Dinamarca y Alemania, y después para Clemente VII y por último Paulo III. En estos menesteres además viajó mucho por toda Italia. 
Trissino estudió griego en Milán bajo la guía de Demetrio Calcocondilas y filosofía en Ferrara con Niccolò Leoniceno. De estos maestros extrajo un amor sin límites por los clásicos grecolatinos y en especial por la lengua griega. A la muerte de Calcondilas en 1511, Trissino hizo poner una lápida en la iglesia de Santa María della Passione en Milán, donde fue sepultado su maestro. El 19 de noviembre de 1494 desposó a Giovanna, hija del juez Francesco Trissino, de la que tuvo cinco hijos. Entabló amistad con el arquitecto Andrea Palladio, de quien se convertirá en una especie de mentor y mecenas. Como Trissino enviudó y se volvió a casar el 26 de marzo de 1523 con Bianca, hija del juez Nicolò Trissino y de Caterina Verlati, de la que tuvo dos hijos, y nombró a uno de ellos, Ciro, heredero universal, un hijo del primer matrimonio, Giulio, se enfadó y lo persiguió judicialmente durante sus últimos años de vida. Bianca murió en Venecia el 21 de septiembre de 1540.
Como teórico de la literatura se mostró fuertemente clasicista y aristotélico y escribió una Poética (1529) cuyos preceptos cumplió estrictamente en su obra literaria. En esta destaca su tragedia Sofonisba (1524), que fue la primera estrictamente clasicista del Cinquecento: sigue los criterios de Aristóteles en su Poética y las tres unidades y además empleó endecasílabos blancos para intentar reproducir el ritmo métrico del hexámetro. Inspirada en un pasaje del historiador romano Tito Livio, fue dedicada al papa León X, leída ante el mismo pontífice y representada en Francia. Cultivó además la lírica con sus Rime volgari ("Rimas vulgares", 1529) y una larga epopeya o poema heroico culto al que dedicó el último tercio de su vida, L'Italia liberata dei Goti ("Italia liberada de los godos", 1527-1547), dedicado al emperador Carlos V y leído ante él en su coronación (febrero de 1530) en Bolonia. 
Descubrió, editó y tradujo una obra latina de Dante Alighieri, De vulgari elocuentia, que lo convenció de que podía llegarse a un modelo de italiano estándar fundado en una amalgama de los distintos dialectos italianos y, frente a las propuestas de Pietro Bembo, Nicolás Maquiavelo y Bernardo y Giovanni Rucellai en un sentido más o menos semejante o paralelo, defendió en su diálogo Il castellano ("El castellano", 1525) la necesidad de mezclarlos para obtener la lengua literaria ideal que propugnaba Dante, la famosa Questione della lingua. Murió en Roma el ocho de diciembre de 1550 y fue sepultado en la Iglesia de Sant'Agata alla Suburra.
Su obra influyó la de otros autores europeos del siglo XVI: el francés Mellin de Saint-Gelais (quien tradujo al francés parte de su tragedia Sofonisba y el gran poeta vallisoletano del renacimiento español Hernando de Acuña.

## Reforma ortográfica
Treinta años después de Antonio de Nebrija, pero otros treinta antes de Petrus Ramus, Trissino propuso en 1524 (εpistola del Trissino de le lettere nuωvamente aggiunte ne la lingua Italiana) una reforma del alfabeto italiano por la cual las dos formas existentes de « I » y de « V » conducen a la creación de dos letras distintas: « i » y « j », así como « u » y « v » (además de la creación de las mayúsculas correspondientes « J » y « U »). Trissino propuso igualmente, con menos éxito esta vez, utilizar las dos formas de « S » así como las letras griegas « ε » y « ω » para distinguir los dos sonidos correspondientes a cada una de las letras « S », « E » y « O ».

## Obras
Sus Obras completas se publicaron en Verona, 1729, en 2 volúmenes.

### Tratados
- Poética, 1529, publicada en 1562 en seis partes.

### Obras gramaticales
- εpistola del Trissino de le lettere nuωvamente aggiunte ne la lingua Italiana, 1524.
- Il castellano o "El castellano", 1529, diálogo.
- Dubbi grammaticali, 1529
- Grammatichetta, 1529

### Teatro
- Sofonisba 1514, publicada en 1524, tragedia.
- Simillimi 1548, comedia, traducción de los Menecmos de Plauto.

### Epopeya
- L'Italia liberata dei Goti o "Italia liberada de los godos", 1547-1548.

### Lírica
- Rime volgari o "Rimas vulgares", 1529.

### Traducciones
- Dante Alighieri, De vulgari eloquentia, 1529.

### Otras obras
- Carta a Clemente VII (1524).
- I Ritratti (1524)